# Eli Noyes
Eliot Fette Noyes, Jr. (Amherst (Massachusetts), 18 oktober 1942 – San Francisco, 23 maart 2024) was een Amerikaanse animator die bekend staat om zijn stop-motion animatie met klei en zand. 

## Vroege leven
Noyes werd geboren als zoon van architect Eliot Noyes en zijn vrouw, interieurontwerpster Molly Duncan Weed Noyes. Hij is de broer van Fred Noyes. Hij studeerde in 1964 af aan de Harvard-universiteit.

## Carrière
In 1964 creëerde Noyes de animatiefilm Clay or the origin of species die werd genomineerd voor de Oscar voor beste korte animatiefilm. De film wordt beschouwd als een van de vroegste voorbeelden van stop-motion animatie met klei en wordt door de makers van Wallace & Gromit, Peter Lord en David Sproxton genoemd als een grote invloed op hun werk.
Noyes staat ook bekend om zijn creatie van het Zandalfabet voor Sesame Street en de Nickelodeon-televisieserie voor kinderen, Eureeka's Castle. In 2003 richtte Noyes samen met Ralph Guggenheim en Alan Buder de animatieproductiestudio Alligator Planet op. Noyes regisseerde animatiesequenties voor twee films die op de shortlist stonden voor de Oscar voor Beste Documentaire 2009; Under Our Skin en The Most Dangerous Man in America. 
Noyes overleed op 23 maart 2024 op 81-jarige leeftijd aan complicaties als gevolg van prostaatkanker

## Filmografie
- Clay or the origin of species (1964)[9][10][11]
- Alphabet (1966)
- The Hat (1969)
- He-Man and She-Bar (1972)
- Worm Dances (1973)
- Sesame Street ("Zandletters" animatiestukjes) (1974-1991) (tv-serie)
- Sandman (1975) (tv-special)[12][13]
- Peanut Butter & Jelly (1976)
- Special Delivery (intro animatie) (1980) (tv-serie)
- MTV (netwerk-ID's) (1981-1983) (tv-serie)
- Braingames (1983–1985) (tv-serie)
- Nickelodeon (netwerk-ID's) (1985–1989) (tv-serie)
- Nick at Nite (netwerk-ID's) (1986) (tv-serie)
- The Fable of He and She (1988)
- Eureeka's Castle (1989-1994) (tv-serie)
- Liquid Television (1991-1994) (tv-serie)
- Cheerios (reclame) (1991) (TV)
- Adventures in Wonderland (intro animatie) (1991) (tv-serie)
- Burger King (reclame) (1992) (TV)
- CIGNA (reclame) (1992) (TV)
- Bubble Yum (reclame) (1994) (TV)